# Editorial Guaymuras
Editorial Guaymuras es una editorial hondureña, con sede en Tegucigalpa, fundada en 1980. Es una institución cultural de carácter privado, sin fines de lucro.

## Historia
Editorial Guaymuras fue fundada en Tegucigalpa, el 1 de agosto de 1980, con el propósito de publicar y difundir la creatividad y el pensamiento crítico de autores hondureños y extranjeros, a fin de contribuir al desarrollo educativo y cultural de la población.

Se inició con el aporte financiero de la agencia de cooperación HIVOS y, desde 1990, logró la autosostenibilidad con la venta de servicios y publicaciones.
Desde su fundación, se rige por las siguientes políticas:
1. Publicar los trabajos de autores e investigadores nacionales y extranjeros, cuya obra aporte al conocimiento e interpretación de la realidad nacional y regional.
2. Publicar materiales que sean de utilidad para los procesos educativos y comunicativos que impulsan otras instituciones y organizaciones de la sociedad civil.
3. Editar obras literarias y científicas sobre la diversidad étnica y las expresiones culturales nacionales.
4. Estimular la creatividad y la investigación de la realidad nacional, divulgando sus resultados de manera atractiva y a precios accesibles para el público hondureño.
5. Publicar textos que son utilizados como material didáctico en los centros de enseñanza formal y no formal.
6. Establecer coordinaciones de trabajo con otras editoriales e instituciones afines, nacionales y extranjeras.

Es una de las pioneras de la labor editorial en Honduras y ha ganado prestigio y reconocimiento como un canal difusor de la producción intelectual en el país. Es miembro fundador de la Cámara Hondureña del Libro y del grupo Libros de Centroamérica, una instancia de coordinación regional.

## Organización
Guaymuras desarrolla su trabajo a través de tres departamentos:
1. Editorial
2. imprenta y
3. librería y distribución

Así, atiende todo el ciclo que exige una publicación: desde su edición y producción, hasta su comercialización.

## Publicaciones
Hasta la fecha, Guaymuras ha publicado 480 títulos y tiene en su catálogo una oferta viva de 155 títulos.
Algunos de los libros que publican son:
- Blanca Olmedo, de Lucila Gamero de Medina[2]

Instrumentos musicales autóctonos de Honduras, de Jesús Muñoz Tábora
Manual popular de 50 plantas medicinales de Honduras, de Paul House, Sonia Lagos Witte, Corina Torres.